# Phradis vinosus
Phradis vinosus är en stekelart som beskrevs av Andrey Ivanovich Khalaim 2007. Phradis vinosus ingår i släktet Phradis och familjen brokparasitsteklar. Inga underarter finns listade i Catalogue of Life.